# Mount Boreas
Mount Boreas ist ein markanter Berg von 2180 m Höhe, der zwischen Mount Aeolus und Mount Dido in der Olympus Range im ostantarktischen Viktorialand aufragt.
Teilnehmer einer von 1958 bis 1959 durchgeführten Kampagne im Rahmen der neuseeländischen Victoria University’s Antarctic Expeditions benannten ihn nach Boreas, der Personifikation des winterlichen Nordwinds aus der griechischen Mythologie.